# Marcado isotópico
El marcado isotópico es una técnica para rastrear el paso de una muestra de sustancia a través de un sistema. La sustancia es 'marcada' al incluir isótopos poco usuales en su composición química. Si estos isótopos inusuales son detectados posteriormente en cierta parte del sistema, han debido provenir de la sustancia marcada.

En el marcado isotópico ordinario, hay dos formas de detectar la presencia de isótopos de marcado. Dado que los isótopos tienen diferentes masas, pueden ser separados usando espectrometría de masas. Otra consecuencia de la diferencia en la masa es que las moléculas que contienen isótopos tienen diferentes modos vibracionales; estos pueden ser detectados por espectroscopia infrarroja
El marcado isotópico también puede ser usado para estudiar una reacción química. Es este método, átomos específicos son reemplazados por un isótopo en una molécula reactante que, entonces, participa en una reacción química. Mediante espectroscopia, por ejemplo espectroscopia de resonancia magnética nuclear, es posible identificar dónde un fragmento molecular particular en el reactante termina como un fragmento particular en uno de los productos de reacción.
Un ejemplo del uso del marcado isotópico es el estudio del fenol (C6H5OH) en agua, al reemplazar hidrógeno (protio) con deuterio (marcado con deuterio). Al agregar fenol a agua deuterada (agua que contiene D2O además del H2O usual), se observa la sustitución de deuterio por el hidrógeno en el grupo hidroxilo del fenol (resultando en C6H5OD), indicando que el fenol sufre rápidamente reacciones de intercambio de hidrógeno con el agua. Solo el grupo hidroxilo se ve afectado, indicando que los otros 5 átomos de hidrógeno no participan en estas reacciones de intercambio.

## Marcado radioisotópico
El marcado radioisotópico es una técnica para seguir el paso de una muestra de sustancia a través de un sistema. La sustancia es "marcada" al incluir radionúclidos en su composición química. Cuando estos decaen, su presencia puede ser determinada al detectar la radiación emitida por ellos. El marcado radioisotópico es un caso especial de marcado isotópico.
Para estos propósitos, un tipo particularmente útil de decaimiento radiactivo es la emisión de positrones. Cuando un positrón colisiona con un electrón, libera dos fotones de alta energía que viajan en direcciones diametralmente opuestas. Si el positrón es producido en un objeto sólido, hará esto antes de viajar más de un milímetro. Si ambos fotones pueden ser detectados, la localización del evento de desintegración puede ser determinado con mucha precisión.
En un sentido estricto, el marcado radioisotópico incluye solo los casos donde se introduce artificialmente la radioactividad por los experimentadores, pero algunos fenómenos naturales permiten que se les realice un fenómeno similar. En particular, la datación radiométrica usa un principio cercanamente relacionado.